# Crassatina ornata
Crassatina ornata is een tweekleppigensoort uit de familie van de Crassatellidae. De wetenschappelijke naam van de soort is voor het eerst geldig gepubliceerd in 1833 door Gray in Griffith & Pidgeon.